# Saint-Avit (Landes)
Saint-Avit é uma comuna francesa na região administrativa da Nova Aquitânia, no departamento de Landes. Estende-se por uma área de 40,74 km². Em 2010 a comuna tinha 704 habitantes (densidade: 17,3 hab./km²).